# 哀歌
『哀歌』（あいか, מגילת איכה ’ēykhāh エーハー, Klagelieder (Jeremias), Book of Lamentations）はヘブライ聖書の中の一書。『エレミヤの哀歌』とも。ユダヤ教が用いるマソラ写本では「諸書」に分類されるが、キリスト教聖書が底本として用いた七十人訳聖書ではエレミヤの作であることが冒頭で触れられ、『エレミヤ書』の後に収められている（作者はユダヤ教でもキリスト教でも預言者エレミヤに帰せられる）。また哀歌はハメシュ・メギロット（五つの巻物）の範疇に含まれている。ハメシュ・メギロットとは旧約聖書の諸書に属する五つの書物、「コヘレトの言葉」「雅歌」「哀歌」「ルツ記」「エステル記」を指すユダヤ教の概念である。
哀歌というとおり、本書には5つの歌がおさめられている。それぞれは紀元前586年におきたエルサレムの陥落とエルサレム神殿の破壊を嘆く歌であり、バビロン捕囚の時代につくられたものと考えられている。
ちなみに第1〜第4の歌はヘブライ文字のアルファベットが各連のはじめに来るような技巧を凝らした歌になっている。第5の歌は厳密には哀歌でなく、民の祈りになっている。